# Салют (фотоаппарат)
«Салю́т» — среднеформатный однообъективный зеркальный фотоаппарат модульной конструкции, выпускавшийся на киевском заводе «Арсенал» с 1957 по 1972 год.

## Историческая справка

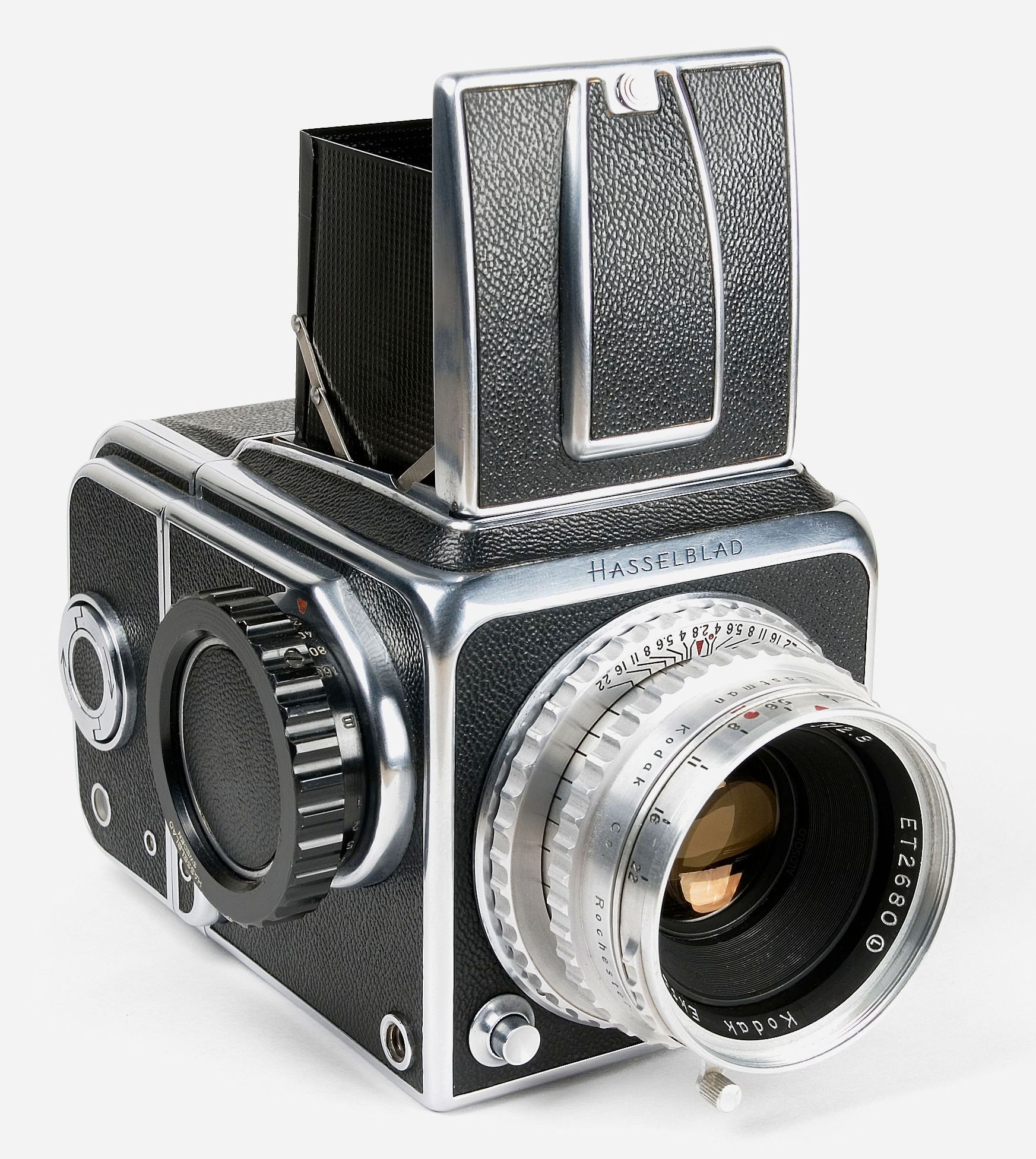
Фотоаппарат Hasselblad 1600F

Образцом при конструировании выбран шведский фотоаппарат Hasselblad 1600F, поэтому вся советская линейка среднеформатных камер такой конструкции за рубежом часто называется Hasselbladski или Russianblad. Несмотря на сходство, советский фотоаппарат был усовершенствован: «Салют» одним из первых в мире получил привод полуавтоматической прыгающей диафрагмы, впервые реализованной в 1953 году в малоформатной Praktina FX. Шведский прототип не имел такого привода и оснащался объективами с ручной предварительной установкой диафрагмы. По иронии, выпуск «Салюта» начат в том же 1957 году, когда в Швеции снят с производства прототип в своей последней версии Hasselblad 1000F.
С 1972 по 1980 год выпускался фотоаппарат «Салют-С», отличавшийся от «Салюта» новейшим полностью автоматическим приводом диафрагмы по образцу восточногерманского Praktisix, появившегося всего на год раньше. Штатным объективом новой камеры стала «Вега-12В» (2,8/90) с самовозвратной диафрагмой. Если отверстие предыдущего «Индустар-29» приходилось взводить вручную после каждого снимка, то новая «Вега» открывалась автоматически при взводе затвора. Фотоаппаратов «Салют» выпущено более 50 тысяч штук, а «Салют-С» более 30 тысяч. Обе камеры являются системными.
С 1980 года начат выпуск фотоаппарата «Киев-88», корпус которого имел минимальные конструктивные отличия от фотоаппарата «Салют-С».

## Технические характеристики

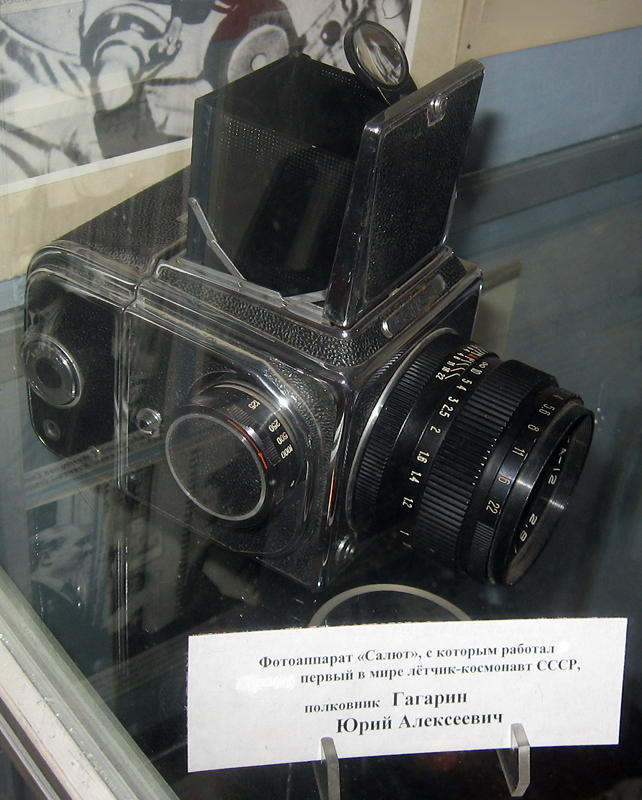
Фотоаппарат «Салют», принадлежавший Юрию Алексеевичу Гагарину (экспозиция музея завода «Арсенал»)

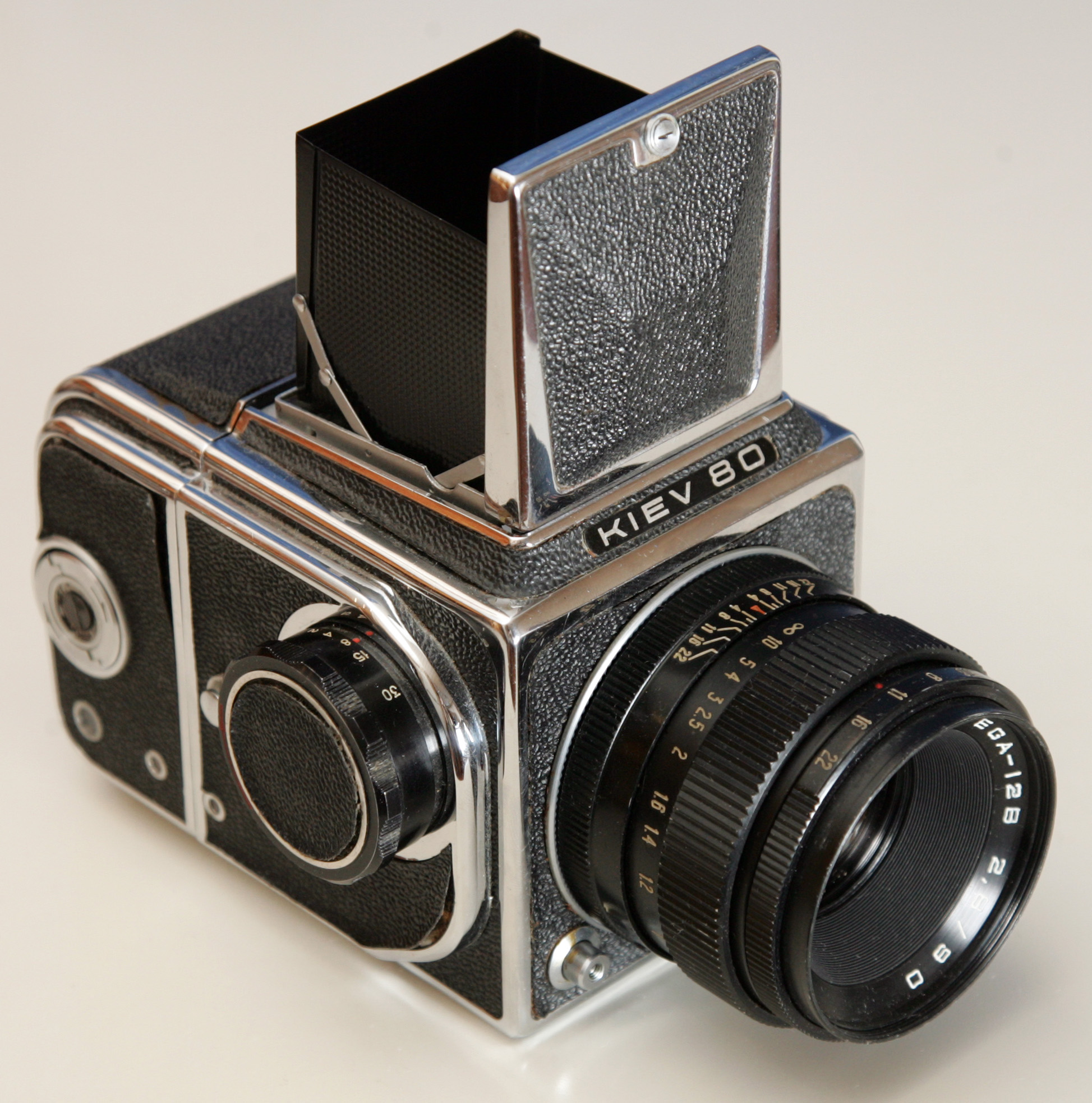
Экспортный вариант фотоаппарата
«Салют-С» — «Киев-80»

- Фотоаппарат представляет собой системную камеру со сменным объективом, съёмным шахтным видоискателем и сменной кассетой для фотоплёнки.
- Фокальный затвор с металлическими шторками из гофрированной нержавеющей стали с диапазоном выдержек от 1/2 до 1/1000 с и «В». На фотоаппаратах «Салют» ранних выпусков вместо 1/1000 секунды была выдержка 1/1500 секунды, как у шведского прототипа[10][11].
- Автоспуск устанавливался на фотоаппарате до 1963 года, при этом его конструкция постоянно менялась[12]. Но из-за частых поломок в более поздних выпусках от механизма отказались[10].
- Синхроконтакт с регулируемым временем упреждения — «Х» или «М» в зависимости от положения переключателя. Выдержка синхронизации от 1/30 с и более.
- Крепление для лампы — вспышки отсутствует.
- Тип применяемого фотоматериала — «рольфильм» тип-120.
- Количество кадров размером 6×6 см — 12.
- Взвод затвора и перемотка плёнки — рукояткой на корпусе аппарата, этой же рукояткой устанавливаются выдержки. Установка выдержек только при взведённом затворе.
- Фотоплёнка заряжалась в быстросменную кассету магазинного типа. Конструкция позволяет снимать её с камеры после любого количества отснятых кадров для замены кассетами с другими типами фотоматериала. На кассете имеется автоматический счётчик кадров и индикация взведённого состояния затвора, предотвращающая двойную экспозицию или пропуск кадра при замене магазина[9]. На заднем люке смотрового отверстия смонтирована шкала-памятка светочувствительности заряженной фотоплёнки;
  - Отделить кассету от корпуса камеры можно было только при вдвинутой задвижке (шибере), защищавшей от засветки фотоплёнку в кадровом окне.
  - К фотоаппарату могли присоединяться кассеты на размер кадра 4,5×6 см от камеры «Киев-88».
  - Все дополнительные принадлежности от фотоаппарата «Киев-88» совместимы с камерами «Салют» и «Салют-С». Кассеты от фотоаппаратов «Хассельблад», несмотря на схожую конструкцию, с фотоаппаратами «Салют» без механической доработки несовместимы[13].
- Крепление объективов к камере — байонет В (трёхзаходная резьба), кнопка фиксации байонета на камере. Снятие объектива допускается только при спущенном затворе и полностью открытой диафрагме.
- Штатные объективы :
  - «Салют» — объектив «Индустар-29» 2.8/80 с «прыгающей» диафрагмой с предварительным взводом.
  - «Салют-С» — объектив «Вега-12В» (2,8/90) с прыгающей диафрагмой, не требующей предварительного взвода.
- Видоискатель зеркальный, зеркало опускается для визирования при взводе затвора. Съёмная складная светозащитная шахта с складной лупой.
- Фокусировочный экран видоискателя — линза Френеля с матовым кругом в центре. Поле зрения видоискателя — 53×53 мм.
  - На «Салютах» ранних выпусков в фокусировочном экране применялись клинья Додена.
- На фотоаппарате установлено два штативных гнезда с резьбой 3/8 дюйма.

## Дополнительные принадлежности
Серийно выпускался набор принадлежностей для фотоаппарата, в который входили: пентапризма без экспонометра, вертикальная лупа, два удлинительных кольца и матовое стекло в рамке, устанавливающееся вместо кассеты;
- Съёмные пентапризмы с различным углом визирования по отношению к корпусу камеры. Возможно применение пентапризм с TTL-экспонометром от фотоаппарата «Киев-88». Крепление видоискателя полностью совпадает с таким же стандартом Hasselblad, делая их взаимозаменяемыми;
- Нескладывающаяся шахта видоискателя с лупой;
- Пистолетные рукоятки, в том числе и с плечевым упором;
- Комплект из двух удлинительных колец толщиной 19 и 48 мм с байонетом В;

## Фотоаппараты «Салют» на рынке
- На экспорт фотоаппараты «Салют» поставлялись под названием «Зенит-80», «Киев-80»[15], «Revue 6×6».
- Пентапризма в комплект фотоаппарата не входила. Экспортные модели могли дополнительно комплектоваться сменной пентапризмой.
- Цена фотоаппарата «Салют-С» в 1979 году составляла 435 рублей.

### Комплект поставки
- Фотоаппарат с объективом, кассетой и катушкой.
- Передняя крышка объектива, задняя крышка объектива.
- Светофильтры : УФ-1×, ЖЗ-1,4×.
- Сменная кассета с катушкой, спусковой тросик.
- Ремень, футляр, упаковочная коробка, руководство по эксплуатации.

## Галерея

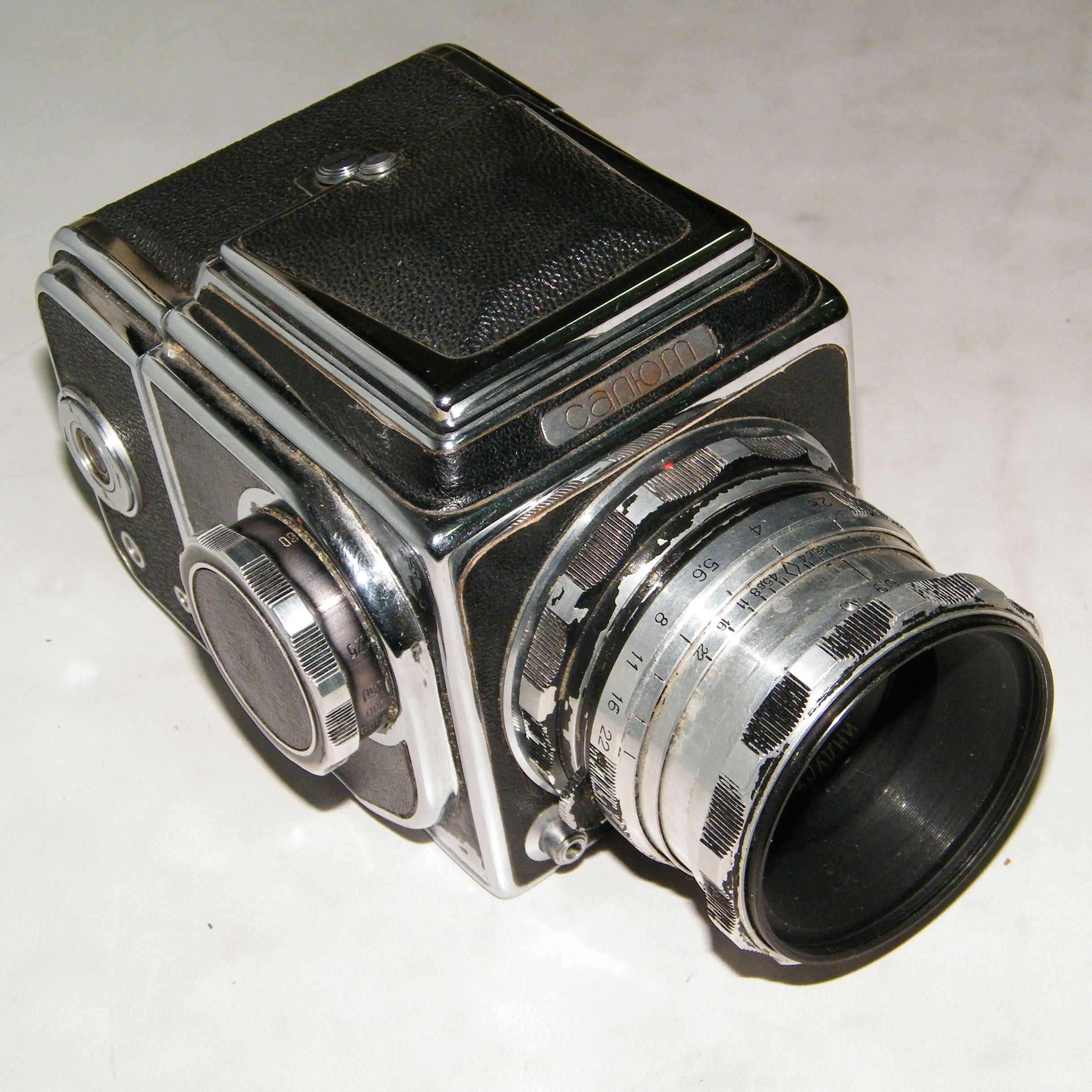
Камера со сложенным шахтным видоискателем
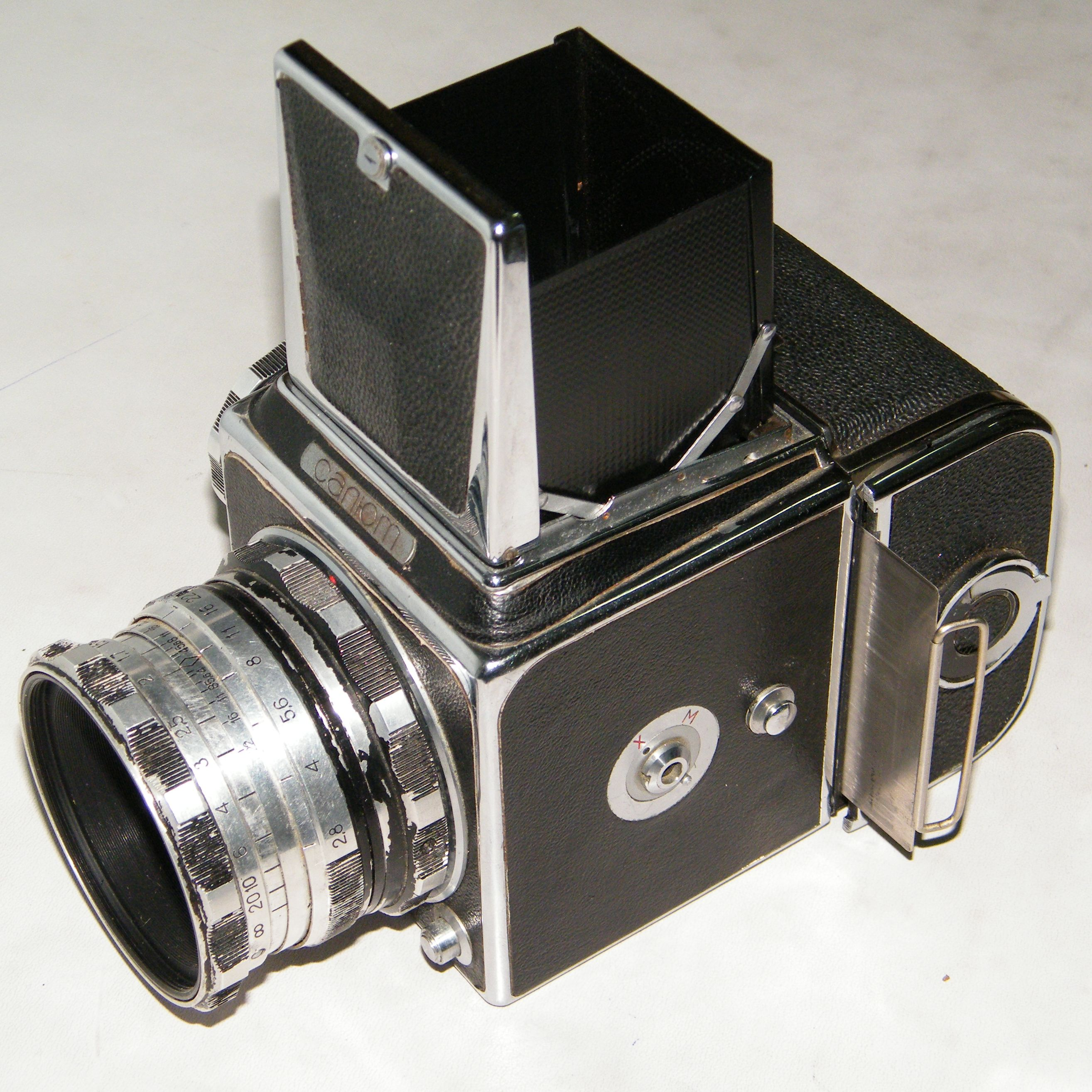
В кассету частично вдвинута светозащитная задвижка
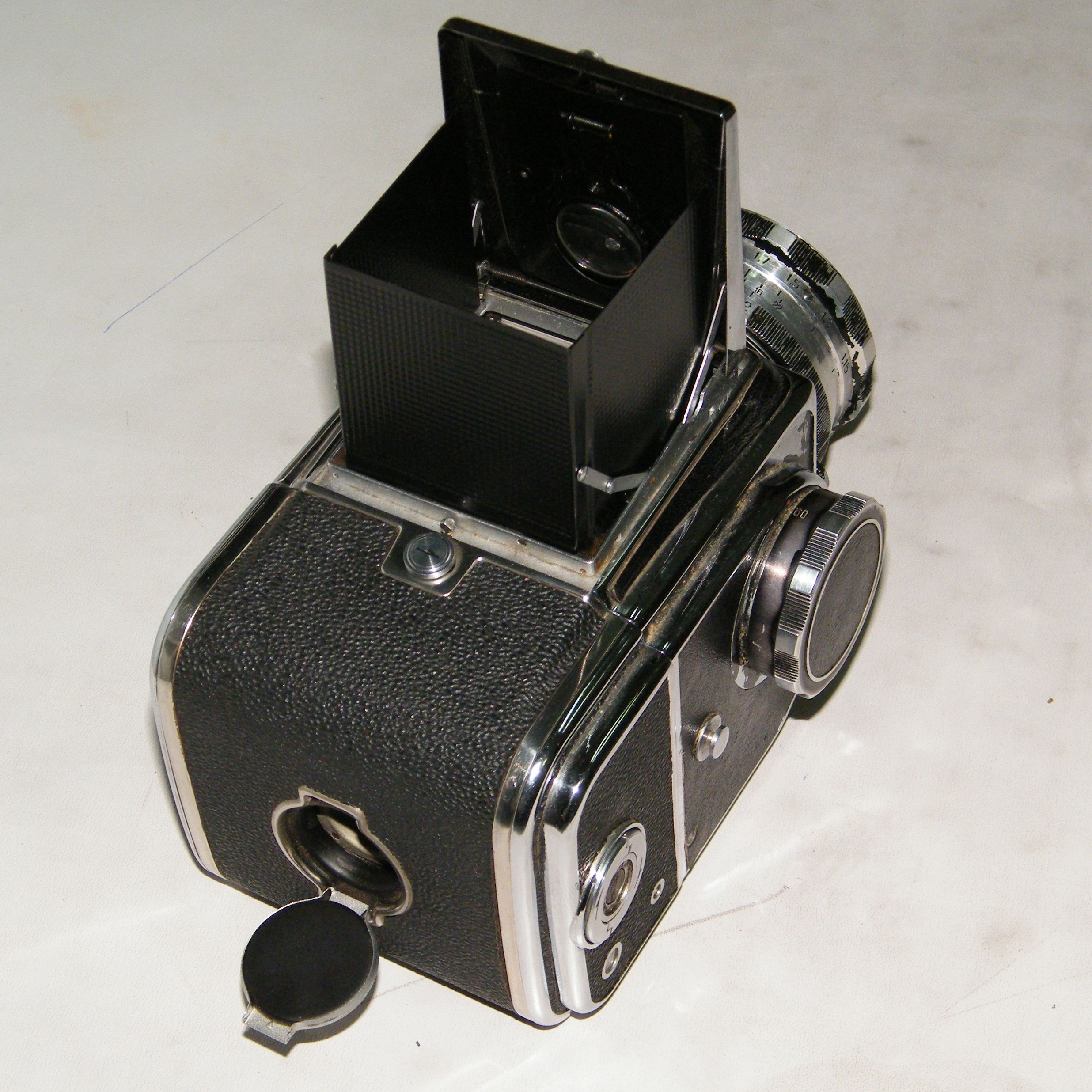
На кассете открыто окно визуального контроля перемотки плёнки
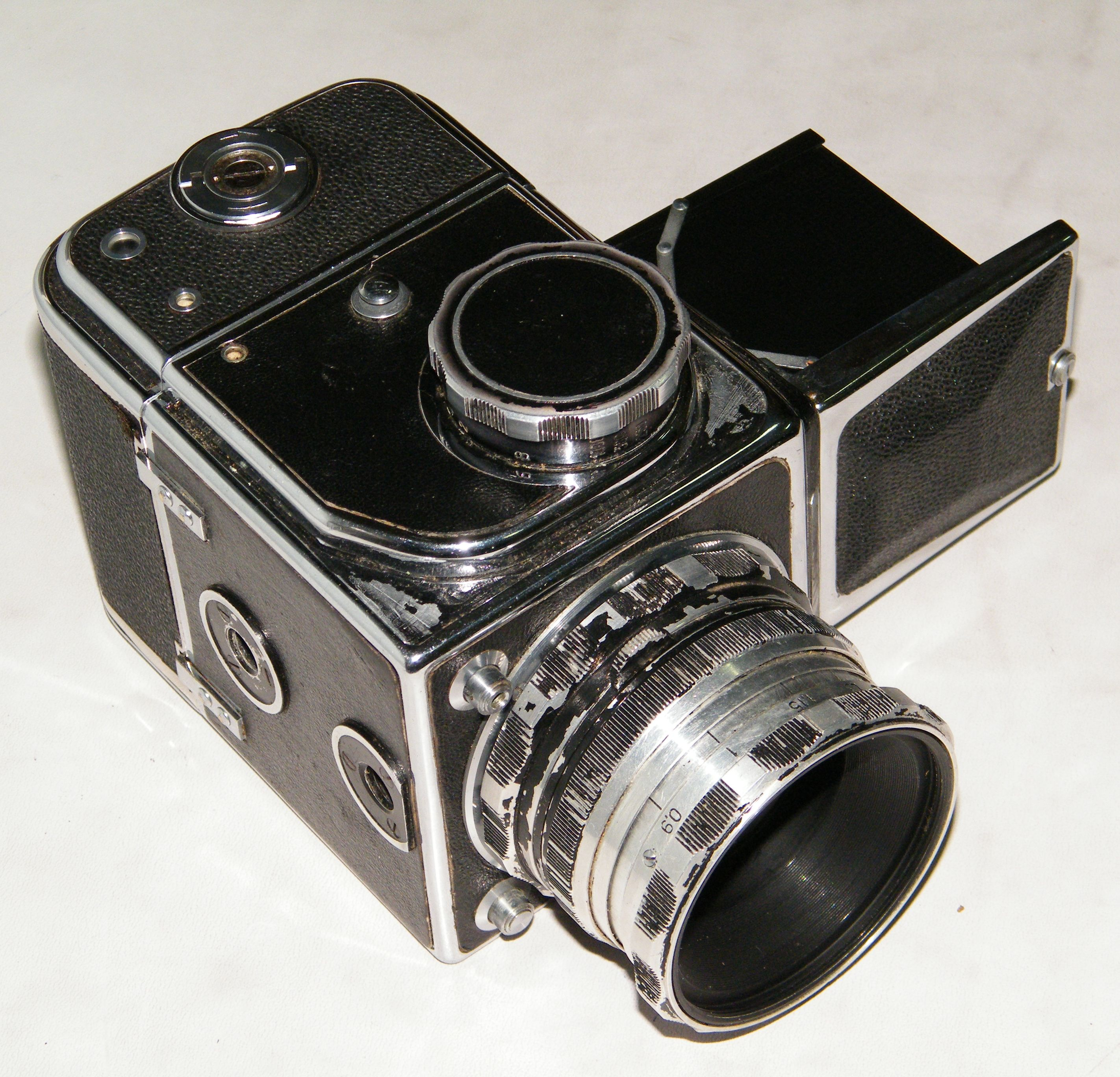
Два штативных гнезда облегчают работу с тяжёлой оптикой

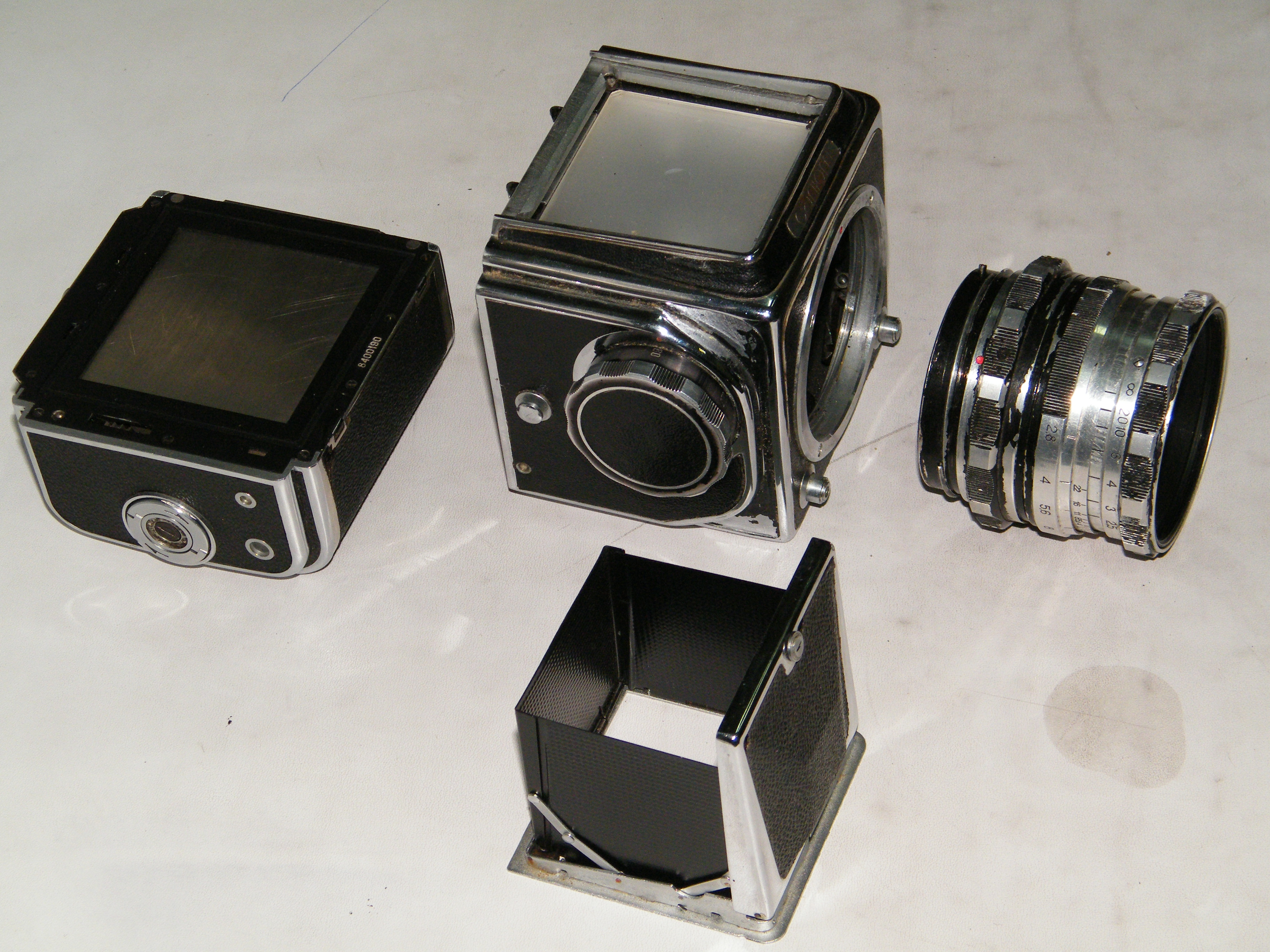
Модульная конструкция фотоаппарата
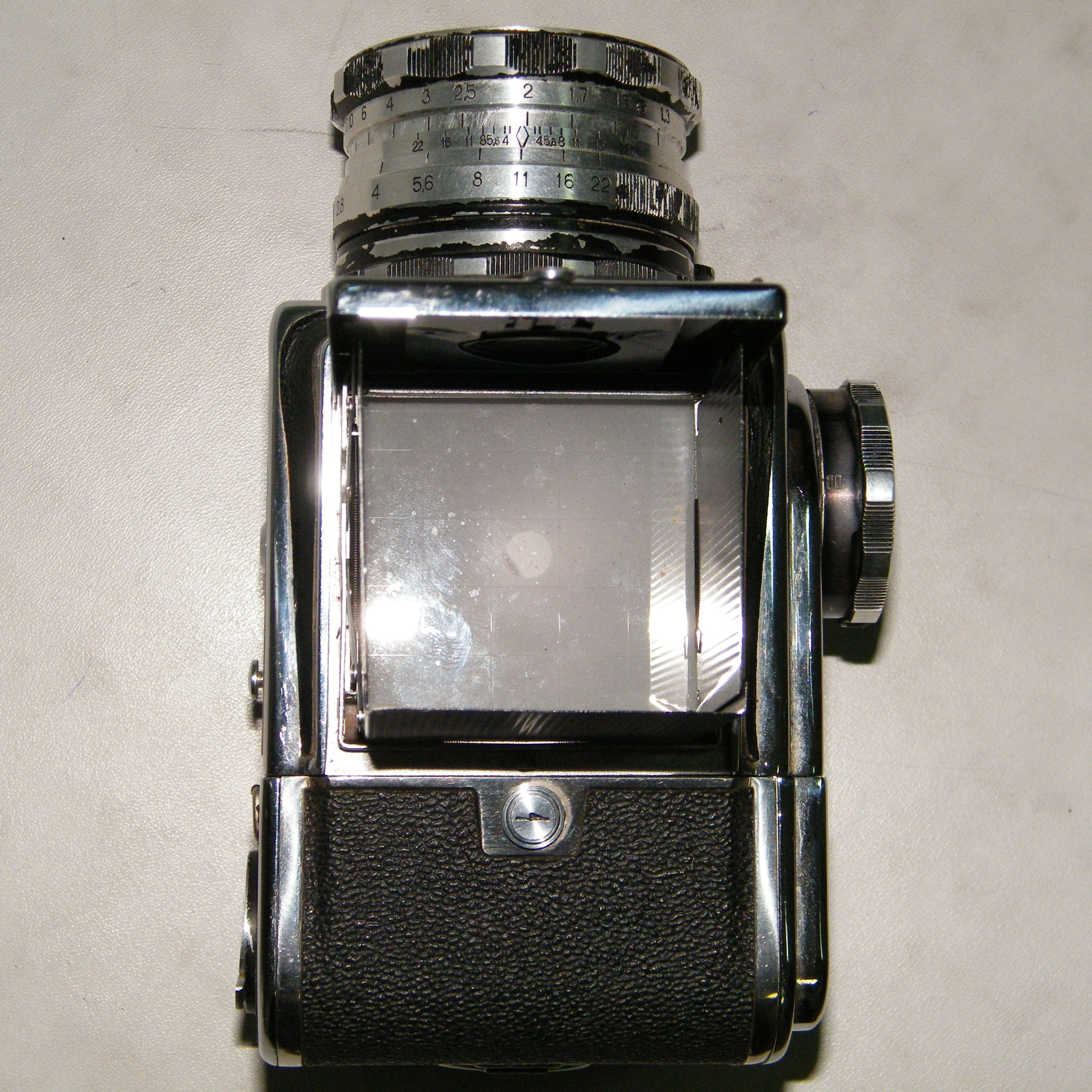
Фокусировочный экран
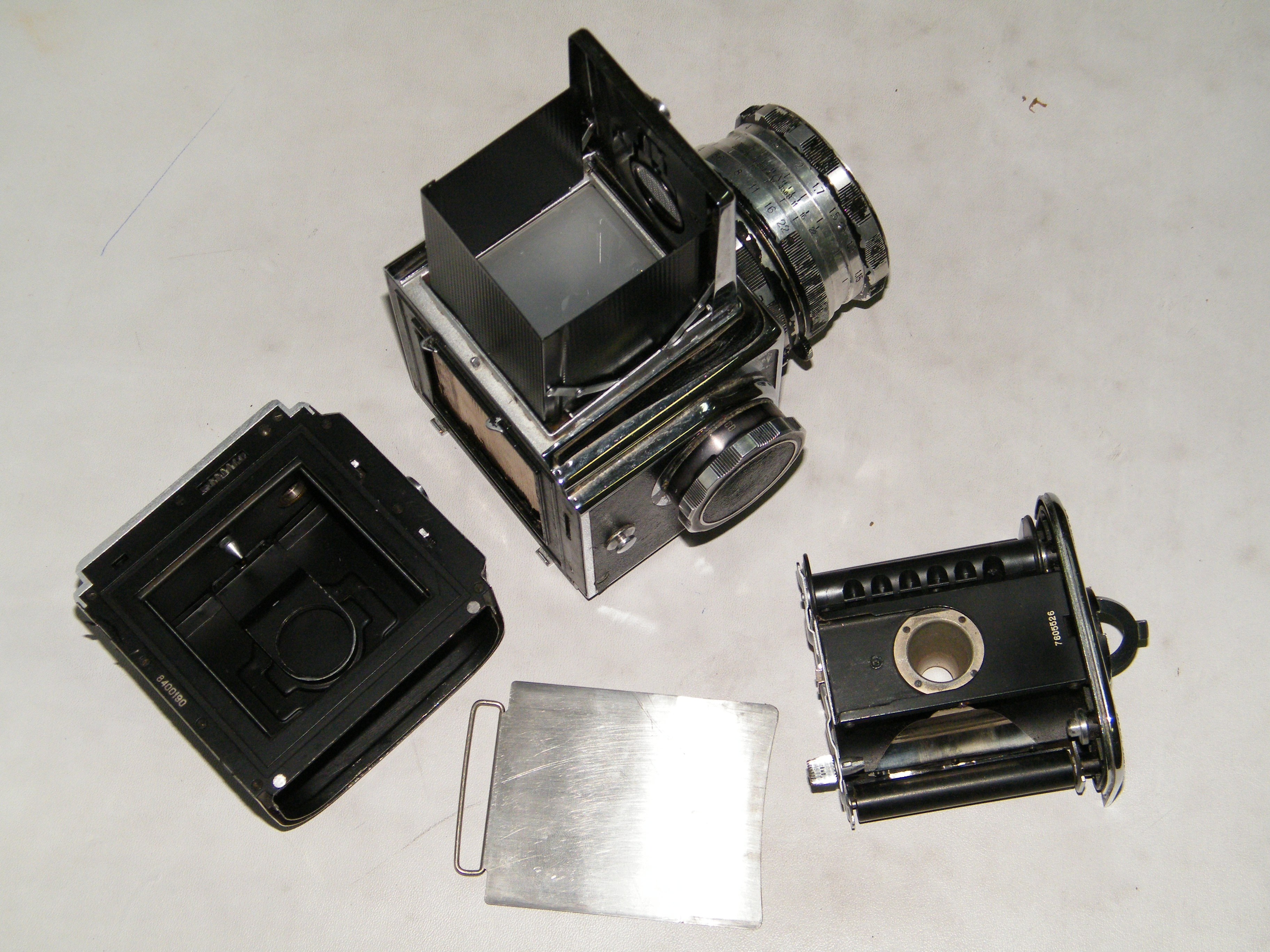
Раскрытая кассета
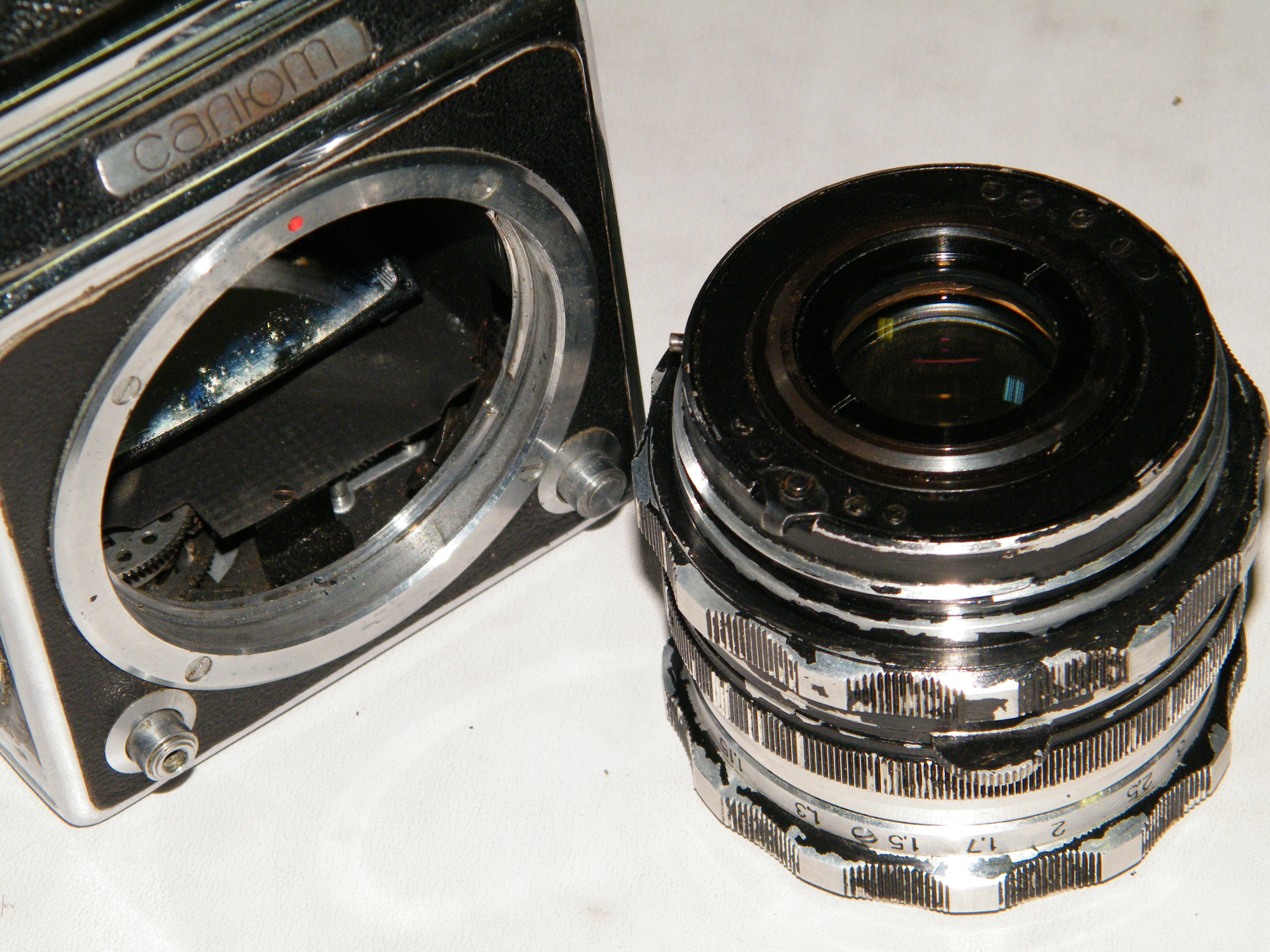
Байонет В

## Модификации фотоаппаратов «Салют»
На рынке известны некоторые модификации. В частности, в функционал камеры «Салют-С» добавляется отдельная кнопка предварительного подъема зеркала (MLU), снятие заводского хромирования и нанесение матового черного покрытия. Модификации также подвергаются некоторые внутренние механизмы, а также экран фокусировки и шторка. В более старых версиях камеры «Салют», установка MLU не производится.

## Сменные объективы с байонетом В
| Объектив    | Иллюстрация | Фокусное расстояние | Относительное отверстие | Угол поля зрения объектива | Применение                  |
| ----------- | ----------- | ------------------- | ----------------------- | -------------------------- | --------------------------- |
| Зодиак-8В   |             | 30                  | 3,5                     | 180°                       | фишай                       |
| Мир-26В     |             | 45                  | 3,5                     | 83°                        | широкоугольный объектив     |
| Мир-3В      |             | 65                  | 3,5                     | 66°                        | широкоугольный объектив     |
| Мир-38В     |             | 65                  | 3,5                     | 66°                        | широкоугольный объектив     |
| Индустар-29 |             | 80                  | 2,8                     | 44°                        | нормальный объектив         |
| Волна-3В    |             | 80                  | 2,8                     | 44°                        | нормальный объектив         |
| Вега-12В    |             | 90                  | 2,8                     | 47°                        | нормальный объектив         |
| Вега-28В    |             | 120                 | 2,8                     | 31°                        | длиннофокусный объектив     |
| Калейнар-3В |             | 150                 | 2,8                     | 28°                        | длиннофокусный объектив     |
| Юпитер-36В  |             | 250                 | 3,5                     | 19°                        | длиннофокусный объектив     |
| Телеар-5В   |             | 250                 | 5,6                     | 18°                        | длиннофокусный объектив     |
| Таир-33В    |             | 300                 | 4,5                     | 15°                        | длиннофокусный объектив     |
| ЗМ-3В       |             | 600                 | 8,0                     | 7,5°                       | зеркально-линзовый объектив |

Примечание: в таблице использовано несколько иллюстраций аналогичных объективов с байонетом Б. Википедия не располагает нужными фотографиями.
Примечание 2. Выпуск большинства указанных в таблице сменных объективов развернут только начиная с 1978 года и позже. До этого были доступны только Мир-3В и Таир-33В. Оба они специалистами и профессиональными фотографами считались неудачными.
Рабочий отрезок байонета В составлял 82,1 мм, с помощью соответствующих адаптеров объективы от камер «Салют» могли применяться практически на всех фотоаппаратах с шторным затвором.
Наиболее известны адаптеры к фотоаппаратам с байонетом Б и с резьбовым соединением M42×1/45,5.